# Veyre-Monton
Veyre-Monton – miejscowość i gmina we Francji, w regionie Owernia-Rodan-Alpy, w departamencie Puy-de-Dôme.
Według danych na rok 1990 gminę zamieszkiwało 3381 osób, a gęstość zaludnienia wynosiła 279 osób/km² (wśród 1310 gmin Owernii Veyre-Monton plasuje się na 60. miejscu pod względem liczby ludności, natomiast pod względem powierzchni na miejscu 737.).